# Hadrotettix
Hadrotettix is een geslacht van rechtvleugeligen uit de familie veldsprinkhanen (Acrididae). De wetenschappelijke naam van dit geslacht is voor het eerst geldig gepubliceerd in 1876 door Scudder.

## Soorten
Het geslacht Hadrotettix omvat de volgende soorten:
- Hadrotettix magnificus Rehn, 1907
- Hadrotettix nebulosus Scudder, 1900
- Hadrotettix scotodes Otte, 1984
- Hadrotettix trifasciatus Say, 1825